# Baides
Baides ist ein zentralspanischer Ort und eine Gemeinde (municipio) mit 51 Einwohnern (Stand: 2024) in der Provinz Guadalajara in der Autonomen Region Kastilien-La Mancha. Die Gemeinde gehört zur dünnbesiedelten Region der Serranía Celtibérica und liegt an der Ruta de la Lana, einem alten Handels- und Pilgerweg.

## Lage und Klima
Der ca. 860 m hoch gelegene Ort Baides liegt nahe der Einmündung des Río Henares in den Río Salado im äußersten Norden der Alcarria, einer Landschaft im Norden des Südteils der Iberischen Hochebene (meseta). Die Provinzhauptstadt Guadalajara ist ca. 65 km (Fahrtstrecke) in südwestlicher Richtung entfernt; die sehenswerten Orte Atienza, Sigüenza und Jadraque liegen im Umkreis von etwa 20 km. Das Klima im Winter ist gemäßigt, im Sommer dagegen warm bis heiß; die eher geringen Niederschlagsmengen (ca. 440 mm/Jahr) fallen – mit Ausnahme der nahezu regenlosen Sommermonate – verteilt übers ganze Jahr.

## Bevölkerungsentwicklung
| Jahr      | 1857 | 1900 | 1950 | 2000 | 2019 |
| Einwohner | 322  | 425  | 541  | 80   | 56   |

Aufgrund der Mechanisierung der Landwirtschaft, der Aufgabe bäuerlicher Kleinbetriebe und des daraus resultierenden Verlusts von Arbeitsplätzen auf dem Lande ist die Einwohnerzahl der Gemeinde seit der Mitte des 20. Jahrhunderts stark zurückgegangen.

## Wirtschaft
Die Menschen früherer Jahrhunderte lebten hauptsächlich als Selbstversorger vom Ackerbau und von der Viehwirtschaft, deren haltbare Produkte (Käse, Wurst, Tierhäute und Wolle) bei fahrenden Händlern getauscht oder verkauft werden konnten. Auch Handwerker und Dienstleister waren im Ort ansässig. Baides hat einen Bahnhof an der elektrifizierten Strecke Madrid-Saragossa-Barcelona.

## Geschichte
Weder Kelten, noch Römer und auch nicht die Westgoten und Mauren hinterließen verwertbaren Spuren auf dem Gemeindegebiet. Letzter wurden in der zweiten Hälfte des 11. Jahrhunderts durch die Armee König Alfons VI. von León wieder aus der Region vertrieben (reconquista); anschließend begann die Phase der Neu- oder Wiederbesiedlung (repoblación) durch Christen aus vielen Teilen der Iberischen Halbinsel. Eine schriftliche Erwähnung des Ortsnamens aus dem Frühmittelalter ist nicht bekannt und so geht man von einer Entstehung im 11. oder 12. Jahrhundert aus. Seit dem Jahr 1428 gehörte die Gegend zum Besitz des Hauses Zúñiga; im Jahr 1621 wurde der Titel eines „Markgrafen von Baides“ geschaffen, der bis heute existiert.

## Sehenswürdigkeiten

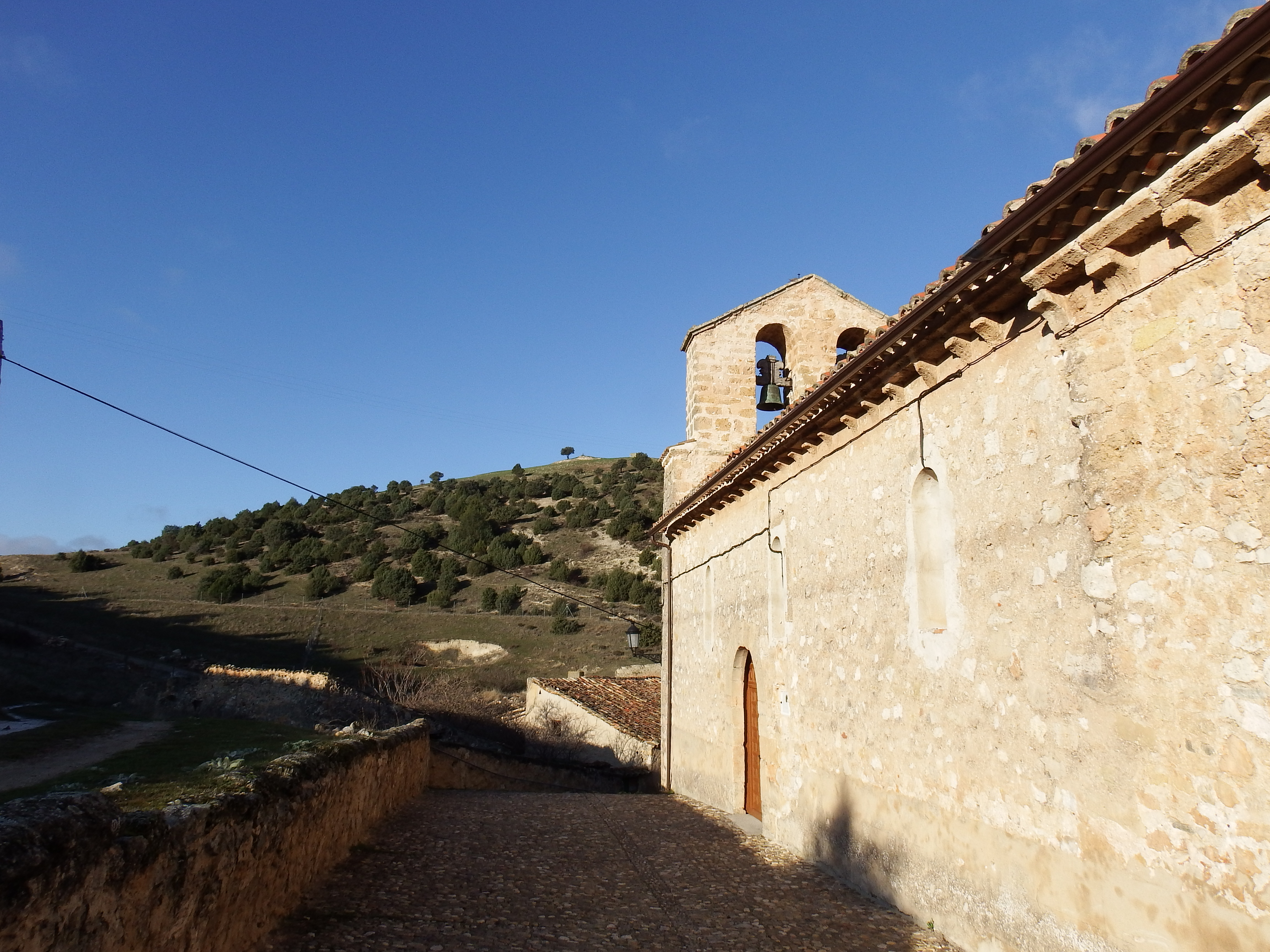
Baides Iglesia

- Die einschiffige, aus Bruchsteinen gemauerte romanische Iglesia de Santa María Magdalena steht auf einer kleinen Anhöhe oberhalb des Ortes. Sie hat einen zweigeteilten Glockengiebel (espadaña) aus exakt behauenen Steinen über der ansonsten schmucklosen Westfassade; der eigentliche Eingang befindet sich auf der Südseite. Das Kirchenschiff ist nicht gewölbt, sondern wird von einem hölzernen Dachstuhl überspannt.[4]
- Die schlichte Kapelle der Ermita de Soledad befindet sich etwa 1 km außerhalb des Ortes.